# Валеология
Валеоло́гия (от одного из значений лат. valeo — «быть здоровым») — направление в альтернативной медицине и педагогике, основной задачей которого является комплексное изучение индивидуального здоровья человека (социально-экономического, медицинских, экологических и др. его аспектов).
Р. М. Баевский рассматривал валеологию как развитие теории адаптации на базе идей медицинской кибернетики; в частности, утверждал, что введённая им донозологическая диагностика является частью валеологии.
Э. Н. Вайнер утверждал, что в теоретических исследованиях целью валеологии является «изучение закономерностей поддержания здоровья, моделирование и достижение здорового образа жизни»; практически значимые цели валеологии он видел «в разработке мер и определении условий для сохранения и укрепления здоровья».
В околонаучных течениях этим термином стала также обозначаться некая «общая теория здоровья», претендующая на интегральный подход к физическому, нравственному и духовному здоровью человека.
Некоторые специалисты-медики причисляли валеологию к «альтернативным и маргинальным парамедицинским ретроградным течениям» .

## Исторические замечания
В 1980-е годы в СССР была провозглашена всеобщая диспансеризация населения, цель которой состояла в том, чтобы выявить всех потенциально больных, особенно с начальными формами заболевания, и провести их превентивное лечение. Однако невыполнимость этой задачи была обнаружена уже на первых этапах её реализации, поскольку в качестве больных в ходе диспансеризации оказалось не менее 80—90 % населения, — это означало необходимость огромных затрат со стороны государства на проведение лечения. Обнаруженная проблема привела к пониманию необходимости существенного пересмотра концепции здоровья.
В одобренном Учебно-методическим объединением педагогического образования Министерства образования Российской Федерации учебнике для вузов утверждается, что термин «валеология» был в 1980 году введён в научный оборот советским учёным, доктором медицинских наук, Израилем Брехманом, книги которого по этой теме выходили во второй половине XX века.
С 1996 года «Российский институт профилактической медицины» начал проводить ежегодные национальные конгрессы «Профилактическая медицина и валеология».
С 1996 до середины 2018 года на базе Южного федерального университета издавался научно-практический журнал «Валеология», который в период 2004—2017 годов входил в список журналов ВАК. С самого момента создания журнал стал дискуссионной площадкой, на которой велось обсуждение места валеологии в системе наук и в системе здравоохранения.
Министерство здравоохранения России утвердило должность «врач-валеолог».[уточнить] Министерства просвещения России, Белоруссии и Украины вводили в университетах и школах учебный предмет «валеология».[уточнить] Ряд ошибок (отсутствие единой концепции преподавания, подготовленных педагогов-валеологов и т. п.) затормозили развитие педагогической валеологии.
В конце 1990-х годов и в начале 2000-х годов популярность валеологии возросла, что отразилось в появлении монографий, учебников и иной литературы по валеологии.
В те же годы появилось большое количество литературы,[уточнить] содержащей учебные материалы по валеологии и использующие концепции, не имеющие научный статус: «медитация», «инь и ян», практики эзотерики, нетрадиционной медицины и психокультов, включив в себя материал, накопленный различными школами движения «Нью-Эйдж», учения Порфирия Иванова, каббалистики и герметизма. Эти обстоятельства спровоцировали резкую критику со стороны как официальных представителей российской академической науки, так и Русской православной церкви.
В результате[уточнить] в 2001 году Министерство образования России исключило предмет и специальность «Валеология» из базисного учебного плана образовательных учреждений России и из Перечня направлений подготовки и специальностей высшего профессионального образования. В настоящее время преподавание предмета «Валеология» в России является следствием инициативы отдельных образовательных учреждений.
Одним из активных сторонников валеологии был академик В. П. Казначеев, хотя некоторые его научные гипотезы подвергались критике со стороны официальной российской академической науки.
В украинских школах валеологию продолжали преподавать в 2008 году.
В Белоруссии последователями учения Порфирия Иванова на государственном уровне предпринимались попытки внедрить в систему образования преподавание программы «Валеология».
На 2011 год теоретические и практические проблемы валеологии продолжали изучаться в ряде академических учреждений России, Украины, Белоруссии, Казахстана и Чехии. Преподавание валеологии на факультативной основе сохранилось в некоторых российских школах, а также в нескольких других странах СНГ.

## Основы
В рамках медицины валеология развивалась как набор методик донозологического (доврачебного) обследования населения и оценке риска развития заболевания у лиц, который с точки зрения врачебного контроля признаются «практически здоровыми». Р. М. Баевский подчёркивал, что «задача стоит не в том, чтобы их лечить, а в том, чтобы сохранить и укрепить здоровье».
Донозологическая диагностика, как часть валеологии, нацелена на обеспечение оценки уровня здоровья при различных функциональных состояниях и разрабатывает системы динамического контроля за состоянием здоровья. В качестве меры здоровья рассматриваются адаптационные способности организма. В основу оценки состояния здоровья были положены методы количественного измерения напряжённости регуляторных механизмов организма, получаемые при анализе вариабельности сердечного ритма, в также методы оценки функционального резерва организма, осуществляемые при помощи проведения функциональных проб. Анализ ВСР оставался важной темой российского журнала «Валеология» вплоть до его закрытия.

## Научно-образовательные организации
- Учебно-научно-исследовательский институт валеологии Южного Федерального университета открыт в 1998 году, директор — проф. Г. А. Кураев, переименован в Учебно-научно-исследовательский институт биомедицинских информационных технологий в 2013 году.
- Кафедра физиологии человека и животных и валеологии КемГУ, заведующий — Э. М. Казин, д. б. н.
- Кафедра валеологии НГЛУ им. Н. А. Добролюбова (ранее — кафедра физического воспитания и спорта), заведующий — доцент А. И. Остапенко.
- Институт здоровья и экологии человека ЧГПУ, директор — д. п. н., профессор З. И. Тюмасева.
- Кафедра валеологии и безопасности жизнедеятельности человека Таврический национальный университет им. В.И. Вернадского, Симферополь, заведующий — Ефимова, Валентина Михайловна, доцент, к. б. н., руководитель лаборатории возрастной физиологии и валеологии биологического факультета.
- Кафедра валеологии МГТУ им. Н. Э. Баумана (факультет биомедицинских технологий).
- Кафедра валеологии и экологии, Южно-Уральский государственный университет, заведующий — Исаев Александр Петрович, д. б. н., профессор.

## Критика

### Со стороны науки
Вопрос построения общей теории здоровья концептуально и методологически связан с проблемой создания целостной теории человека, которая в настоящее время далека от решения. Специалисты в области философии и методологии науки полагают, что по этой причине претензии валеологии на построение интегральной теории, на создание новых идеалов, новой системы ценностей и, наконец, нового человека являются необоснованными и лишёнными смысла.
Стремление валеологов найти для валеологии область применимости, принципиально отличающуюся от медицины, привело к включению в состав валеологии ненаучных, религиозных и оккультных концепций, а также нетрадиционной медицины. По этой причине валеология подвергалась критике как со стороны научного сообщества, так и со стороны Русской православной церкви. Попытки в таком виде ввести валеологию в систему российского образования вызвали широкую научную и общественную критику, в результате которой в 2001 году предмет «валеология» был исключен из базисного учебного плана образовательных учреждений, а специальность «педагогическая валеология» исключена из Перечня направлений подготовки и специальностей высшего педагогического образования.
Кандидат медицинских наук, зав. лабораторией НИИ вакцин и сывороток имени И. И. Мечникова РАМН А. Н. Мац характеризует валеологию как одно из «альтернативных и маргинальных парамедицинских ретроградных течений» наряду с антивакцинаторством, натуропатией, целительством, «СПИД-диссидентством», «антропософской и холистической медициной» и др.
Старший научный сотрудник Института философии СО РАН Л. В. Фесенкова отмечает, что заявки на отношение к человеку как системному существу и претензии на интегральность валеологии остаются лишь декларацией, а валеология представляет собой:

… конгломерат из разнородных дисциплин, но ни в коем случае не синтез, поскольку науки, привлекаемые валеологией, остаются изолированными и никак не связаны между собой, оставаясь каждая со своим собственным понятийным аппаратом и своими различными теоретическими представлениями о человеке. <…> Валеология претендует на всеобъемлющий подход к человеку, не имея при этом ни собственного понятийного аппарата, не умея применять теоретические представления, выработанные в гуманитарных науках.

В декабре 1999 года 140 учёных, общественных и религиозных деятелей подписали открытое письмо министру образования РФ, критикующее валеологию, в котором охарактеризовали валеологию как лженауку, представляющую собой «смесь обрывков астрологии, оккультизма, пропаганды секса, культа и даже фетишизации тела». В списке подписавших — академики и члены государственных научных академий: РАН, РАО, РАМН, включая президента Российской академии медицинских наук В. И. Покровского. Академик Эдуард Кругляков, председатель Комиссии РАН по борьбе с лженаукой и фальсификацией научных исследований опубликовал интервью, в котором он также отрицает научный статус валеологии.
В 2008 году валеология подверглась критике со стороны сотрудников Института философии РАН, которые, определяя её как одно из ментальных течений современности, указали на необоснованность мировоззренческих претензий валеологии и спорность её выводов.

### Со стороны представителей Русской православной церкви
Некоторые представители Русской православной церкви классифицируют валеологию как некое новое философско-религиозное учение:

- Валеология не является наукой, но претендует на выработку мировоззрения, то есть является религиозным учением.
- Валеологи стремятся оказать воздействие на широкие круги детской, школьной (подростковой) и молодёжной аудитории.
- Валеологи имеют целью разрушить сложившуюся систему образования и воспитания и, что особенно опасно, покушается на основы семьи.
- Валеология формирует культ тела и имеет резко выраженный акцент на вопросы половых отношений. Это приводит к развитию у детей эгоцентризма и эгоизма, нарушению адекватного восприятия окружающего мира, различным психическим и физическим отклонениям.

Иначе говоря, валеология разрушительна по сути, агрессивна по формам и методам своего распространения и антинаучна, что позволяет отнести её к религиозным сектантским учениям тоталитарного свойства— Протоиерей Сергий Рыбаков
Протодиакон Русской православной церкви Андрей Кураев высказывался, что не рассматривает валеологию как науку и считает её пропагандистско-коммерческим проектом.

### Мнение представителей Русской православной церкви
- Валеология
- Протоиерей Сергий (Рыбаков) Плюс валеологизация всей страны, «Валеология — наука о здоровье или сектантское учение?»
- Щекочихина Н. Н., Щетилова Н. Г. Разрушительное влияние валеологии на детей
- Что скрывается под маской валеологии? // Жизнь: информационный листок Православного медико-просветительского центра. Вып. № 20, М., 1999, с. 15.
- Железняк С. Е. «Валеология: наука или оккультизм»